# Ibish Thaqi
Ibish Thaqi (* 21. März 1980 in Gjakova) ist ein aus dem Kosovo stammender ehemaliger Handballspieler und Trainer.

## Karriere

### Als Spieler
Der gebürtige Kosovo-Albaner begann seine handballerische Laufbahn beim damaligen Erstligisten St. Pölten. Im Jahr 2000 wechselte er zum UHK West Wien. Ab 2001 spielte er beim UHC Tulln, mit welchem er 2003/2004 den ÖHB-Cup gewann. Ein Jahr später konnte er bereits seine erste internationale Erfahrung im EHF Cup Winners Cup sammeln. Mit Beginn der Saison 2005/2006 wechselte er zum UHK Krems, wo er allerdings nur ein Jahr blieb, ehe er zum Alpla HC Hard nach Vorarlberg ging. Auch in Hard verbrachte der 1,79 Meter große Aufbauspieler nur ein Jahr, bereits im Sommer 2007 wurde er wieder beim UHK Krems unter Vertrag genommen. Seit der Saison 2009/2010 war Ibish Thaqi im Kader der Aon Fivers Margareten zu finden. Nachdem er 2011 mit den Aon Fivers Margareten den Meistertitel holte, wechselte Ibish Thaqi ab der Saison 2011/2012 zu seiner ursprünglichen Wirkungsstätte, dem Handballverein St. Pölten.
Für die österreichische Nationalmannschaft erzielte er in 12 Spielen 12 Treffer.

### Als Trainer

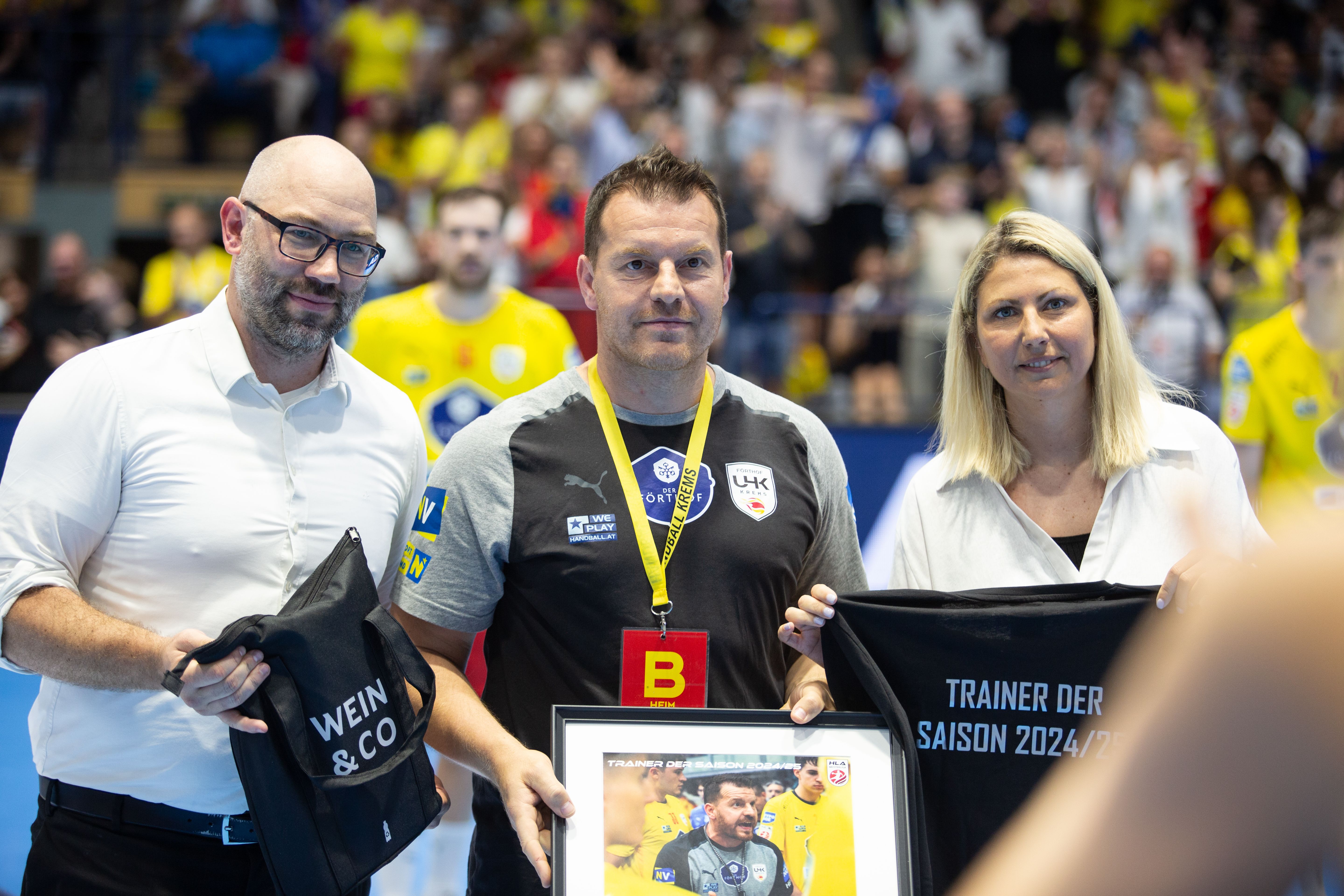
Ibish Thaqi wird als Trainer der Saison ausgezeichnet (2025)

Seit seinem Wechsel 2011 zu Union St. Pölten ist Thaqi als Cheftrainer tätig, 2012 beendete er dafür seine aktive Laufbahn als Spieler. Bereits in seiner dritten Saison in der Handball Bundesliga Austria schaffte er mit den Niederösterreichern den Aufstieg in die Handball Liga Austria. Im Dezember 2016 beendete er sein Engagement bei den Landeshauptstädtern. Seit der Saison 2017/18 ist er für den UHK Krems als Trainer tätig. Mit den Wachauern gewann Thaqi 2018/19, 2021/22 und 2024/25 die österreichische Meisterschaft sowie 2018/19 dem Cup. Für die Saison 2024/25 wurde er von der Liga als "Trainer der Saison" ausgezeichnet.

## Sonstiges
Neben seiner Tätigkeit als Trainer leitet Thaqi seit 2015 das Restaurant „Café Restaurant Promenade“ in St. Pölten.

## HLA-Bilanz
| Saison    | Verein                         | Spielklasse | Tore | 7-Meter    | Feldtore |
| --------- | ------------------------------ | ----------- | ---- | ---------- | -------- |
| 2008/09   | UHK Krems                      | HLA         | 114  | 43/61      | 71       |
| 2009/10   | Handballclub Fivers Margareten | HLA         | 140  | 36/48      | 104      |
| 2010/11   | Handballclub Fivers Margareten | HLA         | 183  | 73/103     | 110      |
| 2008–2011 | gesamt                         | HLA         | 437  | 152 (71 %) | 285      |

## Erfolge

### Als Spieler
- Aon Fivers
  - 1× Österreichischer Meister 2010/11
- UHC Tulln
  - 1× Österreichischer Pokalsieger 2003/04

### Als Trainer
- UHK Krems
  - Österreichischer Meister 2018/19, 2021/22, 2024/25
  - Österreichischer Pokalsieger 2018/19